# Sæbetræ-familien
Sæbetræ-familien (Sapindaceae) er en stor familie, som består af ca. 140 slægter og 1400 arter, hovedsagelig træagtige planter, der er udbredt i tropiske og subtropiske egne. Familien kan kendes på, at arterne ofte har sammensatte (finnede eller fingrede) blade. Småbladene er groft takkede og de fine bladstrenge er ofte tydelige i tørret tilstand. Blomstringen sker i stande, og de enkelte blomster er ret små med tydelige hår indeni. Her omtales kun de slægter, der er vildtvoksende eller dyrket i Danmark, eller som har økonomisk interesse.
| Slægter |

- Løn-slægten (Acer)
- Hestekastanje (Aesculus)
- Ballonvin (Cardiospermum)
- Longan-slægten (Dimocarpus)
- Kinesertræ-slægten (Koelreuteria)
- Litchi-slægten (Litchi)
- Sæbetræ (Sapindus)
- Guldhorn (Xanthoceras)

## Eksterne links
- P.F. Stevens: Angiosperm Phylogeny Website. Seneste revision den 12. juli 2012 (engelsk)